# Wereldkampioenschappen tafeltennis 2024
Het wereldkampioenschap tafeltennis 2024 voor landenteams werd van 16 tot en met 25 februari 2024 gehouden in het BEXCO te Busan, Zuid-Korea. Zowel bij de mannen als bij de vrouwen begon China aan het toernooi als titelverdediger.
De acht kwartfinalisten bij de mannen en bij de vrouwen kwalificeerden zich voor de Olymische Spelen 2024.
Voor de eerste maal nemen 40 landenteams deel aan beide evenementen. Per evenement worden de 40 gekwalificeerde teams verdeeld (via loting) over 8 groepen van 5 teams. De winnaars en de nummers twee van deze 8 groepen gaan door naar de laatste zestien (achtste finales).
Gastland Zuid-Korea was automatisch geplaatst voor beide evenementen.

## Uitslagen
| Categorie           | Goud                                                             | Zilver                                                                       | Brons |
| ------------------- | ---------------------------------------------------------------- | ---------------------------------------------------------------------------- | --- |
| Mannenteam Details  | China Fan Zhendong Wang Chuqin Ma Long Liang Jingkun Lin Gaoyuan | Frankrijk Félix Lebrun Alexis Lebrun Simon Gauzy Jules Rolland Lilian Bardet | Chinees Taipei Lin Yun-ju Kao Cheng-jui Chuang Chih-yuan Feng Yi-hsin Huang Yan-cheng Zuid-Korea Jang Woo-jin Lim Jong-hoon Lee Sang-su An Jae-hyun Park Gyu-hyeon |
| Vrouwenteam Details | China Sun Yingsha Wang Yidi Chen Meng Wang Manyu Chen Xingtong   | Japan Hina Hayata Mima Ito Miwa Harimoto Miu Hirano Miyuu Kihara             | Frankrijk Jia Nan Yuan Prithika Pavade Audrey Zarif Charlotte Lutz Hongkong Doo Hoi Kem Zhu Chengzhu Lee Ho Ching                                                  |